# Andrés Llinás
Andrés Llinás Montejo (ur. 23 lipca 1997 w Bogocie) – kolumbijski piłkarz pochodzenia hiszpańskiego występujący na pozycji środkowego obrońcy, reprezentant Kolumbii, od 2019 roku zawodnik Millonarios.